# تونی بتس
تونی بتس (انگلیسی: Tony Betts; ۳۱ اکتبر ۱۹۵۳ – ) بازیکن فوتبال اهل بریتانیا بود.
از باشگاه‌هایی که در آن بازی کرده‌است می‌توان به باشگاه فوتبال ساوتپورت، باشگاه فوتبال پورت ویل، و باشگاه فوتبال استون ویلا اشاره کرد.
وی همچنین در تیم‌های ملی فوتبال بازی کرده‌است.